# Commissario del re
Il Commissario del re (in olandese commissaris van de Koning o commissaris des Konings) è, nei Paesi Bassi, il presidente di uno stato provinciale (in cui non ha voto deliberativo) e della sua deputazione. In queste due posizioni, è spesso considerato il rappresentante della sua provincia, ma rappresenta anche lo stato. Il Commissario del Re è nominato dal governo dei Paesi Bassi per un periodo di sei anni. Durante il suo mandato, solo il governo può licenziare il commissario.

## Designazione
Fino al 1850, il capo di una provincia era chiamato Governatore del Re (in olandese gouverneur des Konings). Durante la seconda guerra mondiale, i tedeschi licenziarono tutti i rappresentanti della regina, sostituendoli con commissari della provincia, collaboratori che aderivano al NSB.
Nella provincia del Limburgo, il nome di governatore viene mantenuto nell'uso abituale, sebbene questa designazione di governatore sia ora riservata al rappresentante del Regno dei Paesi Bassi in ciascuna delle tre nazioni costitutive caraibiche (Aruba, Curaçao e Sint Maarten), che partecipa anche all'autogoverno locale.
Fino agli anni '80, il nome usato in olandese per designare l'ufficio di Commissario della Regina è commissaris der Koningin; Da allora, il nome commissaris van de Koningin ha prevalso (senza cambiarne il significato) per via della regolarizzazione linguistica della lingua olandese, quando molte declinazioni germaniche sono state abbandonate a favore delle preposizioni.
Nel 2013, con l'incoronazione di Guglielmo Alessandro, il nome è cambiato da commissario della regina a commissario del re, commissaris van de Koning in olandese.

## Ruolo
Oltre alla presidenza e alla rappresentanza della politica provinciale, il commissario del re svolge anche un ruolo nel coordinamento della legge e dell'ordine e nel coordinamento degli aiuti in caso di catastrofi oltre i confini di un comune. È anche investito del compito di designare il sindaco di ogni città della sua provincia, in collaborazione con il consiglio comunale: nei Paesi Bassi, le elezioni comunali sono indirette e spetta al commissario trovare il candidato che possa avere una maggioranza. 
È nominato con decreto reale e confermato da un voto del consiglio, di cui non è membro. 
In questo ruolo il commissario si distingue per esempio da quello accade nel vicino Belgio, in cui il governatore provinciale ha un ruolo civile e non politico.

## Commissari del re in carica
| Provincia               | Commissario del re | Commissario del re | Commissario del re | Da               |
| ----------------------- | ------------------ | ------------------ | ------------------ | ---------------- |
| Drenthe                 |                    |                    | Jetta Klijnsma     | 1º dicembre 2017 |
| Flevoland               |                    |                    | Leen Verbeek       | 1º novembre 2008 |
| Frisia                  |                    |                    | Arno Brok          | 1º marzo 2017    |
| Gheldria                |                    |                    | John Berends       | 6 febbraio 2019  |
| Groninga                |                    |                    | René Paas          | 18 aprile 2016   |
| Limburgo                |                    |                    | Emile Roemer       | 1º dicembre 2021 |
| Brabante Settentrionale |                    |                    | Ina Adema          | 1º ottobre 2020  |
| Olanda Settentrionale   |                    |                    | Arthur van Dijk    | 1º gennaio 2019  |
| Overijssel              |                    |                    | Andries Heidema    | 11 luglio 2018   |
| Olanda Meridionale      |                    |                    | Jaap Smit          | 1º gennaio 2014  |
| Utrecht                 |                    |                    | Hans Oosters       | 1º febbraio 2019 |
| Zelanda                 |                    |                    | Han Polman         | 1º marzo 2013    |